# 沙利峰
46°05′04″N 7°42′18″E / 46.08444°N 7.70500°E

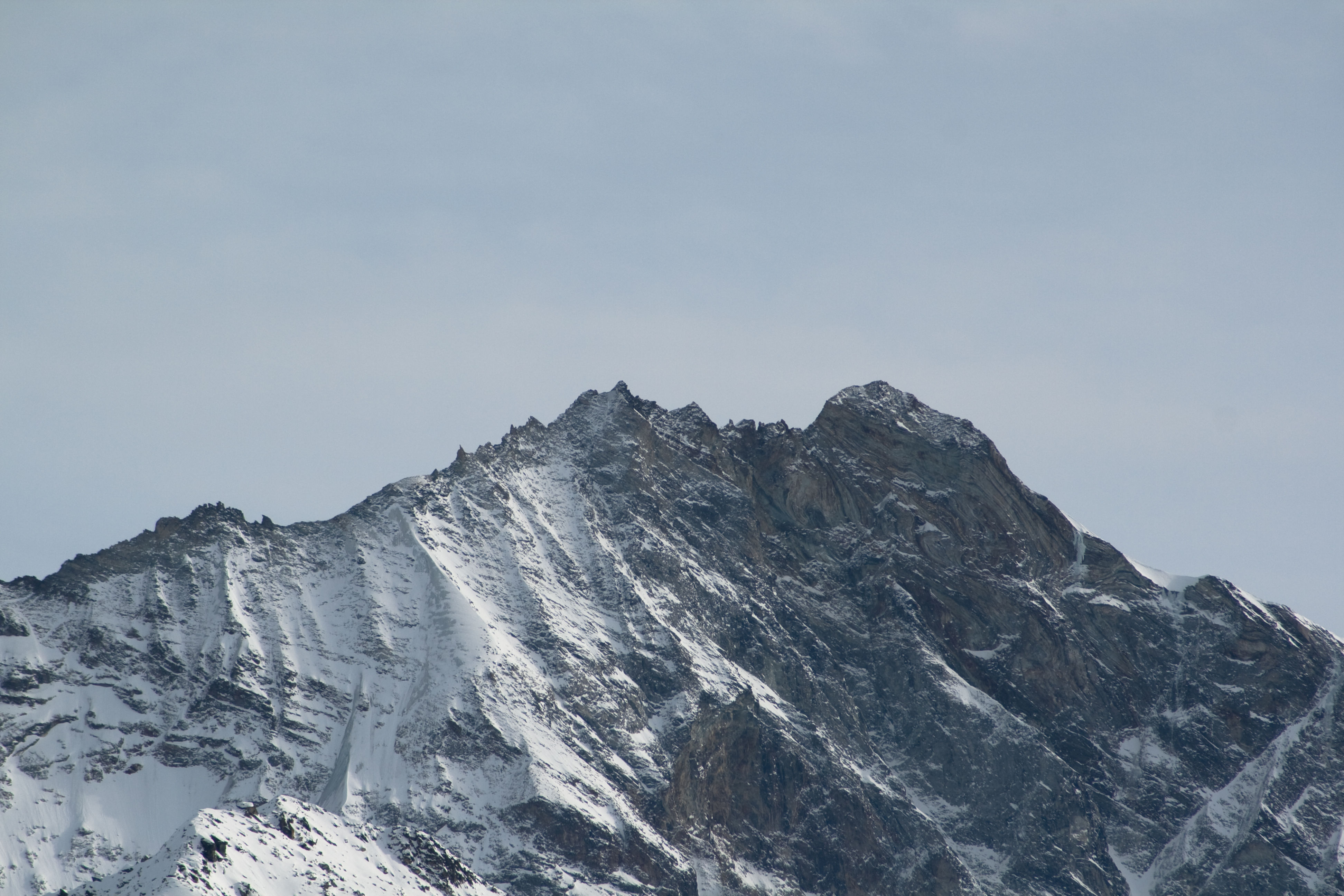

沙利峰（Schalihorn），是瑞士的山峰，位於該國南部，由瓦萊州負責管轄，屬於本寧阿爾卑斯山脈的一部分，海拔高度3,975米，人類在1873年7月20日首次登上該山峰。